# Roman Wölfel

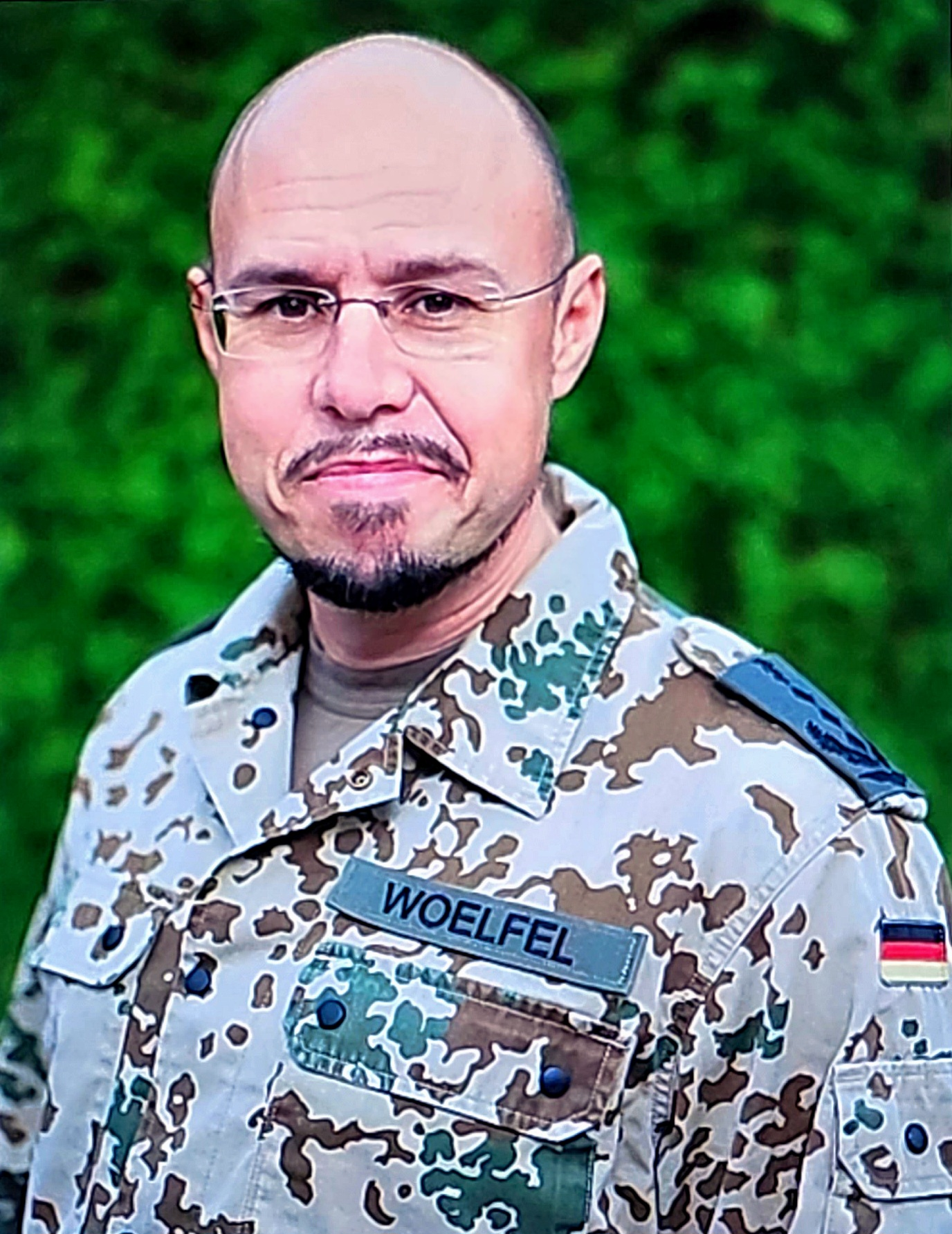
Roman Wölfel (2022)

Roman Wölfel (* 3. März 1974  in Frankfurt am Main) ist ein Arzt und Sanitätsoffizier der Bundeswehr im Dienstgrad Oberstarzt. Er ist seit dem 1. Oktober 2019 Leiter des Instituts für Mikrobiologie der Bundeswehr (IMB) in München und  Hochschullehrer an der Technischen Universität München (TUM).

## Militärische Laufbahn

### Ausbildung und erste Verwendungen
Roman Wölfel trat 1993 an der Sanitätsschule der Luftwaffe in Giebelstadt als Sanitätsoffizier-Anwärter in die Bundeswehr ein. Er absolvierte die Ausbildung zum Sanitätsoffizier und begann das Studium der Humanmedizin an der Medizinischen Fakultät der Philipps-Universität Marburg. Dieses schloss er im Jahr 2000 an der Justus-Liebig-Universität Gießen ab und war anschließend Assistenzarzt am Bundeswehrkrankenhaus Hamburg. Im gleichen Jahr erhielt Wölfel die Promotion zum Doktor der Medizin. Von 2002 bis 2003 wurde er als Truppenarzt und Staffelchef in der Luftwaffensanitätsstaffel der Flugabwehrraketengruppe 26  in Husum eingesetzt.

### Dienst als Stabsoffizier
Ab 2003 war Wölfel als wissenschaftlicher Mitarbeiter am Institut für Mikrobiologie der Bundeswehr eingesetzt, gefolgt von einer Ausbildung im BSL-4 Hochsicherheitslabor des Bernhard-Nocht-Instituts für Tropenmedizin in Hamburg und einem Forschungsaufenthalt am Institut für Mikrobiologie, Immunologie und Hygiene der Technischen Universität München. Seit 2007 ist er Facharzt für Mikrobiologie, Virologie und Infektionsepidemiologie.
Von 2008 bis 2014 leitete Wölfel die Abteilung für Medizinische Biologische Aufklärung und Verifikation am Institut für Mikrobiologie der Bundeswehr. Dies umfasste den Aufbau mobiler Laborfähigkeiten zur Untersuchung gefährlicher Infektionskrankheiten. Diese wurden 2013 als erstes internationales WHO-Team im Ebola-Ausbruch in Westafrika eingesetzt.
Nach einer Verwendung als Leiter Bakteriologie & Toxinologie des Instituts für Mikrobiologie der Bundeswehr wechselte er von 2016 bis 2019 als Fachbereichsleiter Einsatzführung und Einsatzkonzeption und Leiter der Task Force Med. ABC-Schutz an die Sanitätsakademie der Bundeswehr.
Seit 2019 ist er Leiter des Institutes für Mikrobiologie der Bundeswehr und wurde 2021 zum außerplanmäßigen Professor an der Technischen Universität München berufen.

### Fachqualifikationen
Wölfel verfügt über folgende Facharzt- und Zusatzbezeichnungen: Facharzt für Mikrobiologie, Virologie und Infektionsepidemiologie, Diplom für Tropenmedizin und Parasitologie, Zusatzbezeichnung: Ärztliches Qualitätsmanagement, Fachkunden: Rettungsdienst, Thoraxröntgen.

### Auslandseinsätze
- 2002/2003 Notfallmediziner in der Medevac-Kompanie im Deutschen Einsatzkontingent SFOR, Feldlager Rajlovac und Außenlager Filipovići in der Nähe von Foča.

### Auszeichnungen
- 2003: Einsatzmedaille der Bundeswehr Bronze SFOR Bosnien-Herzegowina
- 2003: NATO Service Medal for the Balkans
- 2005: Hans-Hartwig-Clasen-Förderpreis der Deutschen Gesellschaft für Wehrmedizin und Wehrpharmazie[6]
- 2006: Paul-Schürmann-Preis der Deutschen Gesellschaft für Wehrmedizin und Wehrpharmazie
- 2011: Ehrenkreuz der Bundeswehr in Silber
- 2020: Ehrenkreuz der Bundeswehr in Gold

## Forschungsschwerpunkte
Wölfels Forschungsarbeiten und Forschungsgruppen befassen sich mit Emerging und Re-Emerging Viruses (z. B. Ebola-Virus, Lassa-Virus oder Krim-Kongo-Hämorrhagisches-Fieber-Virus), sowie seltenen bakteriellen Infektionen (Fleckfieber und andere Rickettsiosen). Ein Schwerpunkt liegt dabei auf der Entwicklung molekularbiologischer Nachweis- und Identifikationsformate und schnell-verlegbarer Laborausstattungen für den Feldeinsatz. Darüber führen von Wölfel geleitete Forschungsgruppen Ausbildungs- und Unterstützungsprojekte u. a. in Georgien, Mali, Mauretanien, Tschad, Niger, Burkina Faso, Tunesien, Ukraine, und Usbekistan durch. 2015 habilitierte Wölfel in Mikrobiologie, Virologie und Infektionsepidemiologie an der Universität Leipzig mit dem Thema "Molekularbiologische Untersuchungen zum Nachweis biologischer Kampfstoffe".

### Mobile Feldlabore
Ab 2007 entwickelte Wölfel für die Bundeswehr ein modulares und schnell einsatzbereites mobiles Laborsystem. Es wurde für eine rasche Reaktion auf plötzliche Krankheitsausbrüche konzipiert und umfasst flexible Konfigurationen und innovative Biosicherheitsmaßnahmen. Das System verwendet eine faltbare Handschuhbox mit festen Polycarbonatwänden, um eine sichere Arbeitsumgebung auch beim Umgang mit hochinfektösen Proben zu gewährleisten. Es nutzt verschiedene diagnostische Technologien wie qPCR, ELISA und auch NGS und zielt auf schnelle Bearbeitungszeiten für die Analyse von Proben. Mit minimalen Infrastrukturanforderungen kann das System weltweit schnell verlegt und in verschiedenen Umgebungen eingesetzt werden. Nach ersten Einsätzen im Balkan wurde das mobile Labor ab 2013 in das European Mobile Lab Projektes (EMLab) eingebracht. Im Rahmen des Ebola-Ausbruchs 2014 in Westafrika kamen mehrere dieser Systeme zum Einsatz. Mittlerweile gilt dieses mobile Laborsystem weltweit als einer der technischen Standards bei diagnostischen Feldeinsätzen zur Bekämpfung von Krankheitsausbrüchen.

### COVID-19 Pandemie
Eine von Wölfel geleitete Forschungsgruppe diagnostizierte am 27. Januar 2020 im Labor die ersten in Deutschland durch das Coronavirus SARS-CoV-2 verursachten Erkrankungsfällen bei Mitarbeitern der Firma Webasto. Wölfels Gruppe gelang es, das Virus in Zellkulturen anzuzüchten. Dies war zuvor außerhalb Chinas nur australischen Forschern gelungen. Die Forschungsgruppe sequenzierte auch das Genom von SARS-CoV-2, das bis dahin nur teilweise aus chinesischen Online-Übermittlungen bekannt war. In der Publikation der Forschungsergebnisse beschrieb Wölfel zusammen mit Christian Drosten und Clemens Wendtner erstmals die Vermehrung von SARS-CoV-2 im Nasen-Rachenraum und die Ausscheidung des Virus im Stuhl.

### Affenpocken
Während des bislang größten Ausbruchs von Affenpocken in Europa wies eine von Wölfels Forschungsgruppe am 19. Mai 2022 den ersten Affenpocken-Fall in Deutschland nach. Dabei wurde das Affenpockenvirus bei einem Patienten mit charakteristischen Hautveränderungen mit PCR und Zellkultur diagnostiziert. Affenpockenvirus wurde in Blut und erstmals auch in Sperma nachgewiesen.

## Privates
Wölfel ist verheiratet und hat zwei Kinder.

## Schriften (Auswahl)
- Virological assessment of hospitalized patients with COVID-2019. Wölfel R, Corman VM, Guggemos W, Seilmaier M, Zange S, Müller MA, Niemeyer D, Jones TC, Vollmar P, Rothe C, Hoelscher M, Bleicker T, Brünink S, Schneider J, Ehmann R, Zwirglmaier K, Drosten C, Wendtner C. Nature. 2020 May;581(7809):465-469.
- Transmission of 2019-nCoV Infection from an Asymptomatic Contact in Germany. Rothe C, Schunk M, Sothmann P, Bretzel G, Froeschl G, Wallrauch C, Zimmer T, Thiel V, Janke C, Guggemos W, Seilmaier M, Drosten C, Vollmar P, Zwirglmaier K, Zange S, Wölfel R, Hoelscher M. N Engl J Med. 2020 Mar 5;382(10):970-971.